# Shippo
Shippo (七宝, Shippo, in limba romana Cele sapte minuni)  este un personaj ficțional din seria anime și manga InuYasha, creată deRumiko Takahashi și este unul din protagoniștii seriilor InuYasha.